# Tatra 815-7
Tatra 815-7 (також відома як Tatra 817 та Tatra Force) — важкий вантажний автомобіль виробництва чеської компанії Tatra, що випускається з 2008 року. Машина має модульне компонування, що дозволяє випуск із колісними формулами 4×4, 6×6, 8×8 та 10×10.
Машина широко застосовується різними країнами як у цивільних варіантах, так і у військових. На цьому шасі також створено значну кількість бойових машин, зокрема, артилерійських систем, ракетних артилерійських установок, бронетранспортерів тощо.

## Історія
У компанії Tatra усвідомлювали виняткові якості свого шасі T-815, але щоб стати одним із провідних виробників армійської техніки, було вирішено розробити нову машину, яку можна було б транспортувати найпоширенішим транспортним літаком НАТО C-130 Hercules. Tatra взяла двигуни та трансмісії від моделі 815-6, шасі Т-815 модифікували і розробили абсолютно нову кабіну — нижчу, міцнішу і легко броньовану.[джерело?]
У 2004 році прототип моделі 4×4 з'явився на виставці Eurosatory та інших оборонних та безпекових виставках. Пізніше було створено кілька інших прототипів розміром від 6x6 до 10x10. Кабіна суцільнометалева, відкидна, її конструкція дозволяє легко додатково добронювати її до різних ступенів балістичного захисту. Герметичність кабіни дозволяє використовувати фільтрацію надлишкового тиску.[джерело?]

## Опис
Автомобіль має безкапотне компонування та характерну для вантажівок Tatra хребетну раму, що складається із жорсткої поздовжньої труби, всередині якої знаходяться вал та інші механізми, що передають крутний момент до коліс. До цієї центральної труби прикріплено півосі для кріплення коліс.

## Варіанти
Компанія постачає як платформи, що складаються з ходової частини, двигуна та органів керування без кабіни та корпуса, так і готові до використання автомобілі, в тому числі автомобілі спеціального призначення. Станом на лютий 2024 доступні такі моделі:
- T815-7 T3B21: 4×4 платформа, що містить ходову частину, двигун, водійське місце та органи керування, але без кабіни та корпуса
- T815-7 T3B31: 6×6 платформа, що містить ходову частину, двигун, водійське місце та органи керування, але без кабіни та корпуса
- T815-7 T3B41: 8×8 платформа, що містить ходову частину, двигун, водійське місце та органи керування, але без кабіни та корпуса
- T815-7 M3R21: 4×4 тактична вантажівка з двигуном Cummins ISLe 375 (276 кВт, 8,85 л) і трансмісією Allison.
- T815-7 T3R21: 4×4 тактична вантажівка з двигуном Tatra T3C-928-81 (270 кВт, 12,7 л) і трансмісією Tatra. Постачається в конфігурації бортової вантажівки, контейнеровоза (ISO 1C), бензовоза тощо. Може мати бронекабіну.
- T815-7 M3R31: 6×6 тактична вантажівка з двигуном Cummins і трансмісією Allison.
- T815-7 T3R31: 6×6 тактична вантажівка з двигуном і трансмісією Tatra.
- T815-7 T3RB1: 6×6 тактична бортова вантажівка з чотирма поворотними колесами та броньованою чотиридверною кабіною (STANAG 4569 Level 1) на 6 місць.
- T815-7 MOR34: 6×6 евакуатор з гідравлічним підіймальним пристроєм.
- T815-7 M3R41: 8×8 тактична вантажівка з двигуном Cummins ISMe 420 30 (308 кВт, 10,8 л) і трансмісією Allison.
- T815-7 T3R41: 8×8 тактична вантажівка з двигуном і трансмісією Tatra. Постачається в конфігурації бортової вантажівки, машини з підіймально-транспортним устаткуванням зі спроможністю 16 500 кг, сумісної з контейнерами ISO 668 20’ IC, 1CC та контейнерами НАТО, паливозаправної машини (місткість 18 000 літрів) тощо.
- T815-7 MOR41: 8×8 машина для транспортування боєприпасів, оснащена краном-маніпулятором.
- T815-7 M3RC4: 8×8 броньована ремонтно-евакуаційна машина захистом класу Level 2/2b STANAG 4569. Оснащена двигуном Cummins ISXe600 30 (447 кВт, 14,9 л). Обладнана відвалом, лебідкою (навантаження до 25 тонн), краном (77 тонн-метрів), виделковим навантажувачем (14 тонн).
- T815-7 M3N46: 8×8 сідловий тягач з тяговим навантаженням до 70 тонн. Двигун Cummins ISXe600 30 (447 кВт, 14,9 л).
- T815-7 T3RC1: 8×8 шасі з броньованою чотиридверною кабіною на 4 місця.

## Машини на базі
½
На шасі Tatra 815-7 було побудовано низку броньованих транспортерів, таких як чеський VEGA 4x4, єгипетський Fahd 300, французький Nexter Titus, ізраїльський Wildcat APC, йорданський Al-Wahsh, нігерійський Ara та Legion виробництва Об'єднаних Арабських Еміратів.

### Артилерійські та ракетні системи
- Богдана — самохідна артилерійська установка (8×8)
- Буревій — реактивна система залпового вогню (8×8)
- Мінерал-У — радіолокаційна станція (8×8)
- Нептун — пускова установка (8×8), транспортно-заряджальна машина (8×8), транспортна машина (6×6) берегового ракетного комплексу
- Astros II Mk 6 — реактивна система залпового вогню[4]
- ATMOS 2000 (версії для Таїланду та Філіппін) — самохідна артилерійська установка
- BM-21MT Striga — реактивна система залпового вогню
- CAESAR 8x8 — самохідна артилерійська установка[5]
- SPYDER (версія для Філіппін) — зенітний ракетний комплекс[6]
- Morana — самохідна артилерійська установка
- RM-70 Vampire — реактивна система залпового вогню

### Броньовані машини
- IMI Wildcat[en] — бронетранспортер
- Nexter Titus — бронетранспортер
- Waran[pl] — бронеавтомобіль[7]

## Характеристики
Оскільки машина постачається у значній кількості варіантів, то характеристики дуже сильно залежать від конкретної моделі. Станом на лютий 2024 року компанія заявляє такі показники:
|                                 | T815-7 T3B21                               | T815-7 T3B31                               | T815-7 T3B41                               | T815-7 T3RC1                               | T815-7 T3R21                               | T815-7 T3R21                               | T815-7 M3R31                    | T815-7 T3R31        |
| ------------------------------- | ------------------------------------------ | ------------------------------------------ | ------------------------------------------ | ------------------------------------------ | ------------------------------------------ | ------------------------------------------ | ------------------------------- | ------------------- |
| Опис                            |                                            |                                            |                                            |                                            |                                            |                                            |                                 |                     |
| колісна формула                 | 4×4,1R                                     | 6×6,1R                                     | 8×8,1R                                     | 8×8,1R                                     | 4×4,1R                                     | 4×4,1R                                     | 6×6,1R                          | 8×8,1R              |
| конфігурація                    | платформа                                  | платформа                                  | платформа                                  | шасі + кабіна                              | тактична вантажівка                        | тактична вантажівка                        | тактична вантажівка             | тактична вантажівка |
| кількість місць (кабіна/кузов)  | 1/-                                        | 1/-                                        | 1/-                                        | 4/-                                        | 3/16                                       | 3/16                                       | 3/22                            | 3/28                |
| броня                           | відсутня                                   | відсутня                                   | відсутня                                   | бронекабіна                                | відсутня                                   | бронекабіна                                | відсутня                        | відсутня            |
| Двигун                          |                                            |                                            |                                            |                                            |                                            |                                            |                                 |                     |
| двигун                          | Tatra T3C-928-90 дизельний, 12,7 л, 8-цил. | Tatra T3C-928-90 дизельний, 12,7 л, 8-цил. | Tatra T3C-928-90 дизельний, 12,7 л, 8-цил. | Tatra T3C-928-90 дизельний, 12,7 л, 8-цил. | Tatra T3C-928-81 дизельний, 12,7 л, 8-цил. | Tatra T3C-928-81 дизельний, 12,7 л, 8-цил. | Cummins ISLe 375 8,85 л, 6-цил. | Tatra T3C-928-90    |
| потужність двигуна              | 300 кВт                                    | 300 кВт                                    | 300 кВт                                    | 300 кВт                                    | 270 кВт                                    | 270 кВт                                    | 276 кВт                         | 300 кВт             |
| Масово-габаритні показники      |                                            |                                            |                                            |                                            |                                            |                                            |                                 |                     |
| Вага                            | 8600 кг                                    | 10 240 кг                                  | 13 000 кг                                  | 16 800 кг                                  | 10 500 кг                                  | 12 700 кг                                  | 12 500 кг                       | 16 900 кг           |
| Ширина                          | 2550 мм                                    | 2500 мм                                    | 2550 мм                                    | 2550 мм                                    | 2550 мм                                    | 2550 мм                                    | 2550 мм                         | 2550 мм             |
| Довжина                         | 6695 мм                                    | 9400 мм                                    | 10 020 мм                                  | 10720 мм                                   | 7720 мм                                    | 7720 мм                                    | 8495 мм                         | 9445 мм             |
| Висота                          | 2580 мм                                    | 2500 мм                                    | 2740 мм                                    | 3230 мм                                    | 2700/3340 мм                               | 2980 мм                                    | 2700 мм                         | 2775 мм             |
| Кліренс                         | 41 см                                      | 38 см                                      | 35/41/50 см                                | 40 см                                      | 41 см                                      | 41 см                                      | 38 см                           | 41 см               |
| Тактико-технічні характеристики |                                            |                                            |                                            |                                            |                                            |                                            |                                 |                     |
| Вантажність                     | 10 400 кг                                  | 18 760 кг                                  | 25 000 кг                                  | 21200 кг                                   | 8500 кг                                    | 6300 кг                                    | 16 500 кг                       | 21 100 кг           |
| Повна допустима вага            | 19 000 кг                                  | 29 000 кг                                  | 38 000 кг                                  | 38 000 кг                                  | 19 000 кг                                  | 19 000 кг                                  | 29 000 кг                       | 38 000 кг           |
| Максимальна швидкість           | 115 км/год                                 | 110 км/год                                 | 115 км/год                                 | 105 км/год                                 | 115 км/год                                 | 115 км/год                                 | 105 км/год                      | 110 км/год          |

## Оператори
Tatra 815-7 стоїть на озброєнні в армії Чеської Республіки та збройних силах Словаччини. Tatra 815-7 також використовується в цивільному секторі, як автокрани і пожежні машини. У 2020 році 41 одиницю було доставлено до Бранденбурга, Німеччина, як пожежні машини.

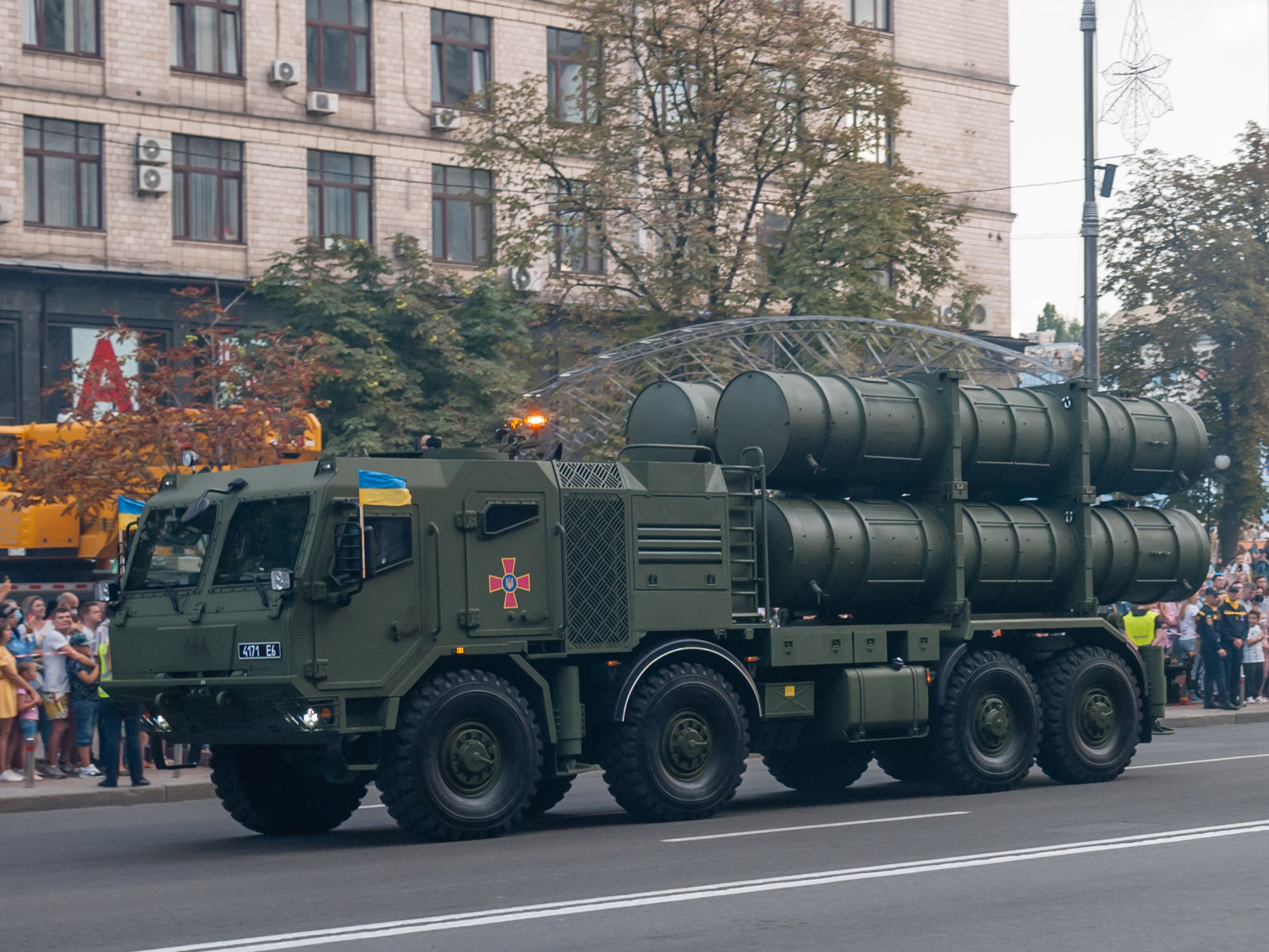
Пускова машина комплексу «Нептун»

### Україна
Після початку Війни на сході України чисельність ЗСУ зросла зі 166 тисяч до 250, а також військо зазнало втрат автомобільної техніки — тому Україна була зацікавлена у придбанні нових вантажівок. Зокрема, їх надавали КрАЗ і «Богдан», однак, КрАЗ поступово занепадав і зменшував виробництво, а 2019 збанкрутував. Тому 2020 року з'явилась інформація щодо закупівлі шасі Tatra, а в листопаді того року Шепетівський ремонтний завод представив РСЗВ «Буревій» на шасі Tatra T815-7Т3RC1. Того ж року з'явилась інформація про «Нептун» і «Мінерал-У» на шасі Tatra.
2023 року було розпочато серійне виробництво САУ «Богдана» на цьому шасі. Ймовірно, ці шасі закупили ще перед вторгненням для «Буревіїв», однак через дефіцит боєприпасів для цієї системи віддали їх під САУ.
Також під час російського вторгнення в Україну союзники передали в рамках МТД низку бойових машин на шасі T815-7: CAESAR 8x8, BM-21MT Striga, RM-70 Vampire.

## Галерея

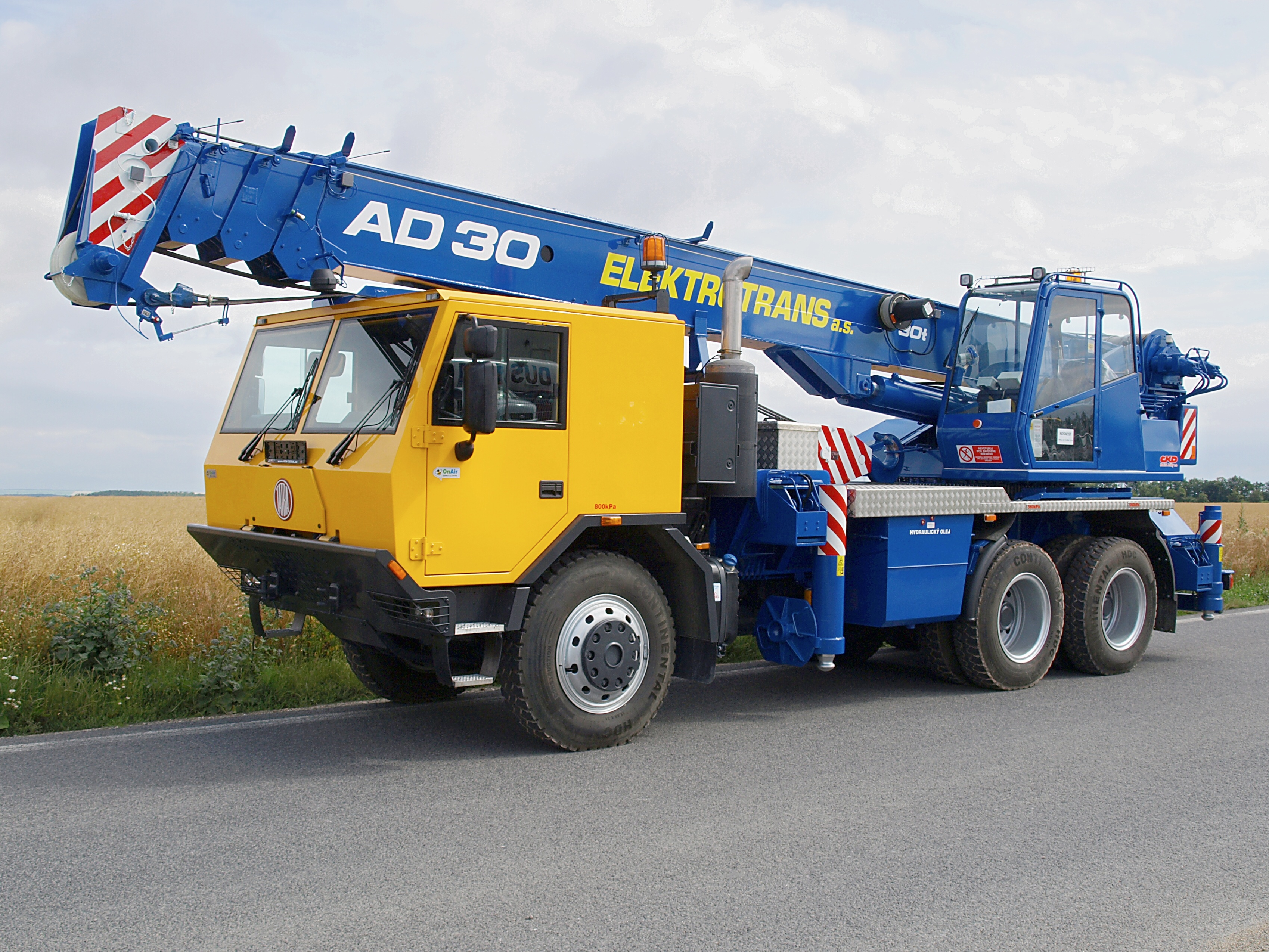
Автокран T815-7 6×6
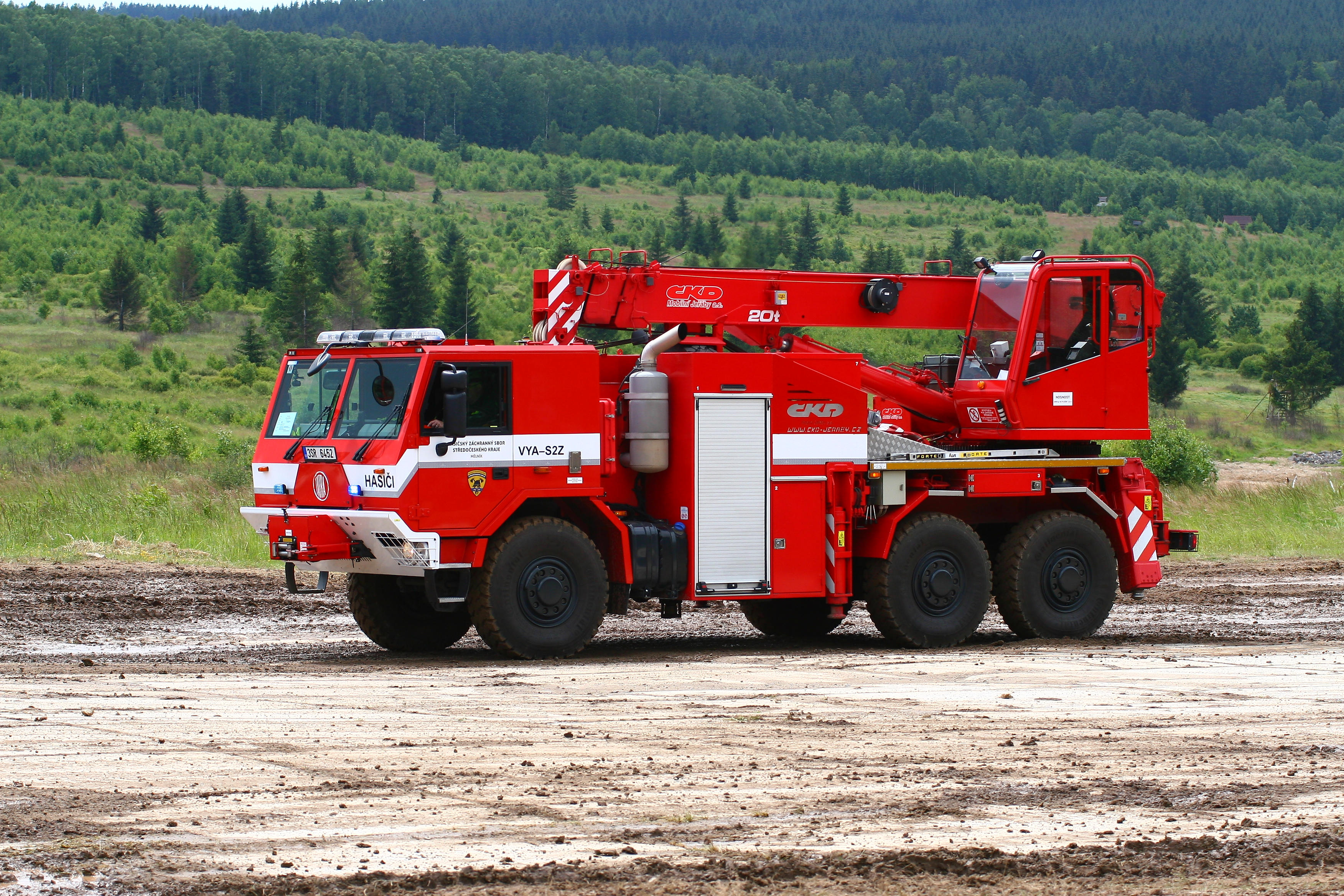
Пожежний автомобіль на шасі T815-7 6×6
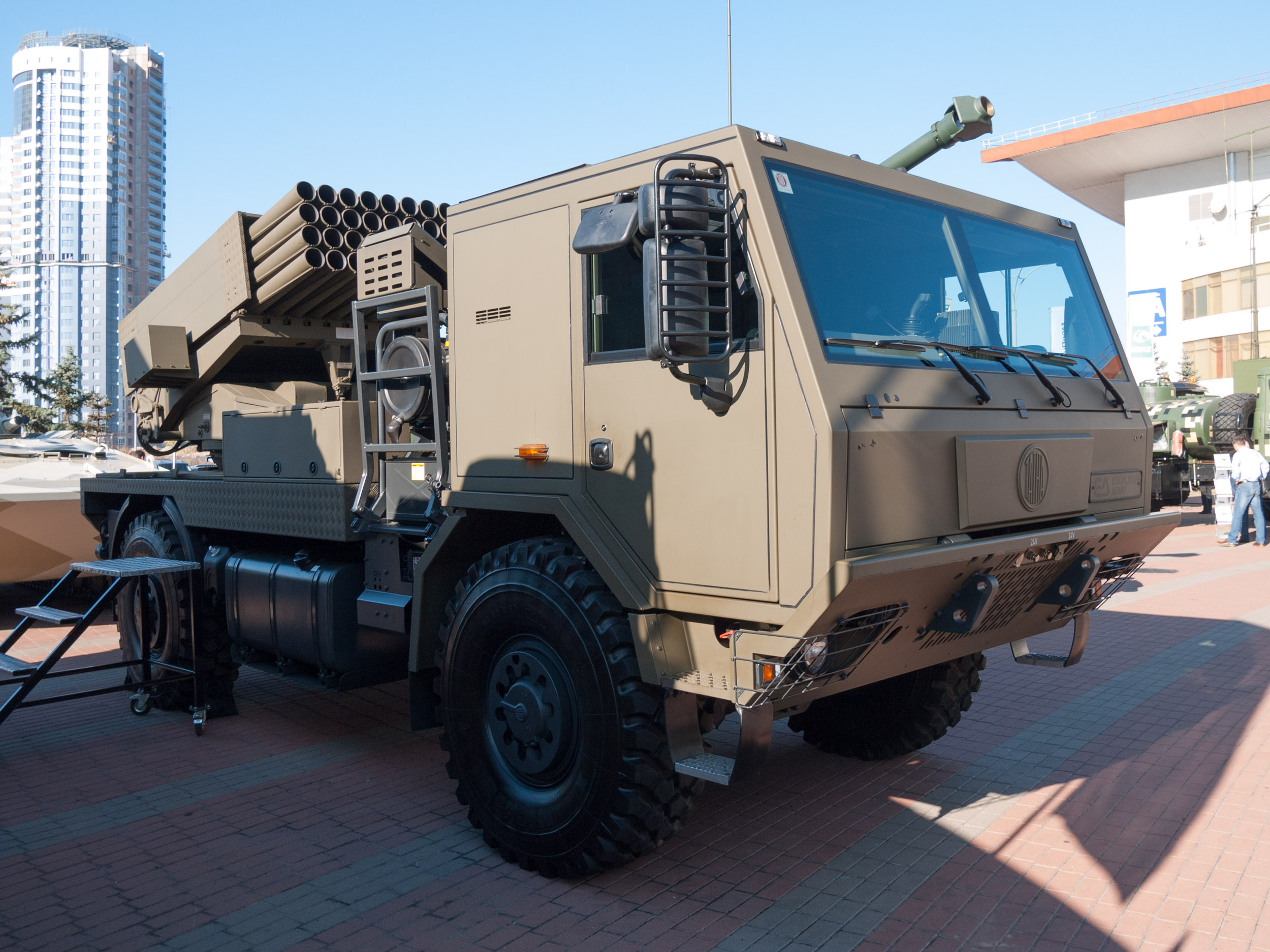
BM-21MT Striga